# Guglielmo Pepe
Guglielmo Pepe (Squillace, 13 de fevereiro de 1783 – Turim, 8 de agosto de 1855), frequentemente referido na literatura lusófona por Guilherme Pepe, foi um general napolitano e activista pró-liberalismo. Esteve em Portugal durante a Guerra Peninsular e como exilado em 1821.

## Biografia
Descendente de uma família de oficiais, iniciou a carreira militar bem cedo no exército francês, fazendo todas as campanhas. O seu nome está ligado a notáveis acontecimentos do Risorgimento. Em 1799 participou do movimento republicano em Nápoles, inspirado pela Revolução Francesa. Ele lutou contra tropas dos Bourbons, comandadas pelo cardeal Fabrizio Ruffo, e foi capturado e exilado na França. Ele entrou no exército de Napoleão e serviu com distinção em várias campanhas (inclusive as acontecidas no reino de Nápoles), primeiramente comandado por José Bonaparte e depois por Joaquim Murat.
Depois de comandar a brigada napolitana na campanha peninsular, Pepe retornou à Itália em 1813 com a patente de general para ajudar na reorganização do exército napolitano. Quando a notícia da queda de Napoleão em 1814 chegou à Itália, Pepe e outros generais tentaram, sem sucesso, forçar Murat a conceder uma constituição como a única maneira de salvar o reino de uma invasão estrangeira e do retorno dos Bourbons.
Após o retorno de Napoleão de Elba, em 1815, Murat, depois de alguma hesitação, colocou-se no lado do imperador e empreendeu uma guerra contra os austríacos, com a participação de Pepe. Depois de muita luta, os napolitanos foram forçados a retirarem-se depois da Batalha de Tolentino (da qual Pepe participou), e, consequentemente, assinaram o Tratado de Casalanza, pelo qual Murat deveria abandonar o reino. Os oficiais, no entanto, conservaram suas patentes sob Fernando IV, que reassumiu o trono.
Enquanto subjugava o banditismo em Capitanata, Pepe organizou a Carbonária em uma milícia nacional e preparava-se para utiliza-la para alcançar objetivos políticos. Ele esperava que o rei acabasse concedendo uma constituição, mas quando a esperança desapareceu, ele planejou encontrar Fernando, imperador da Áustria, e Metternich, que eram esperados em Avellino, e convencê-los à liberar a Itália, em 1819. O esquema falhou por causa de um acidente, mas no ano seguinte, começou uma insurreição militar, e os rebeldes aclamavam o rei e uma constituição. Pepe foi mandado para contra os sublevados, mas enquanto ele hesitava sobre qual lado deveria seguir, Fernando concedeu uma constituição, em julho de 1820. Uma revolta na Sicília foi reprimida e Pepe foi nomeado inspetor geral do exército.
Entrementes, o rei, que não tinha intenção de respeitar a constituição, foi para Lubiana para uma conferência com os soberanos da Santa Aliança, deixando seu filho como regente. Ele obteve autorização para fazer uso de um exército austríaco para restaurar a monarquia absoluta em Nápoles, enquanto o regente lidava com os liberais. Pepe, que estava no parlamento, declarou-se favorável em depor o rei. No comando dos destacamentos constitucionais, enfrentou as tropas austríacas enviadas pelo Congresso de Lubiana. Em Rieti, onde Pepe os atacou, as tropas liberais napolitanas foram derrotadas. As tropas foram, gradativamente, dispersando-se e Pepe teve que exilar-se, permanecendo por muitos anos longe da pátria até o ano de 1848. No exílio, publicou muitos livros e panfletos de caráter político e manteve contato com os carbonários. Durante a Revolução de 48, quando a guerra estourou em toda a Itália, Pepe retornou a Nápoles, onde uma constituição tinha sido proclamada. Neste ano o governo constitucional de Nápoles entregou-lhe o comando das tropas que deviam lutar contra a Áustria, junto ao exército do Piemonte. Quando Pepe alcançou Bologna, o rei, mudando de ideia, chamou-o de volta. Depois de hesitar entre a vontade do rei e seu desejo de lutar pela Itália, Pepe resignou de sua patente e, com uma parte das tropas (2000 voluntários), atravessou o rio Pó, sem considerar a proibição do Rei de Nápoles. Foi o protagonista militar da defesa de Veneza, defesa que ele dirigiu com alma firme e elevada capacidade profissional. Quando a cidade foi obrigada a render-se aos austríacos devido à fome, Pepe e Manin estavam dentre os que não foram perdoados. Pepe novamente se exilou, vindo a morrer em Turim em 1855.
Considerado como um dos primeiros caudilhos da revolução de Itália de 1848 e como defensor da Venécia, foi sepultado com todas as honras militares ao lado do seu amigo Vincenzo Gioberti, tomando parte no cortejo fúnebre os ministros do gabinete sardo, os senadores e deputados, os generais e a oficialidade que se achava na capital. Foi também acompanhado por grande parte da milícia nacional e por quantos emigrados políticos estavam no Piemonte.